# Iglesia de Santa Rita da Cascia en Campitelli

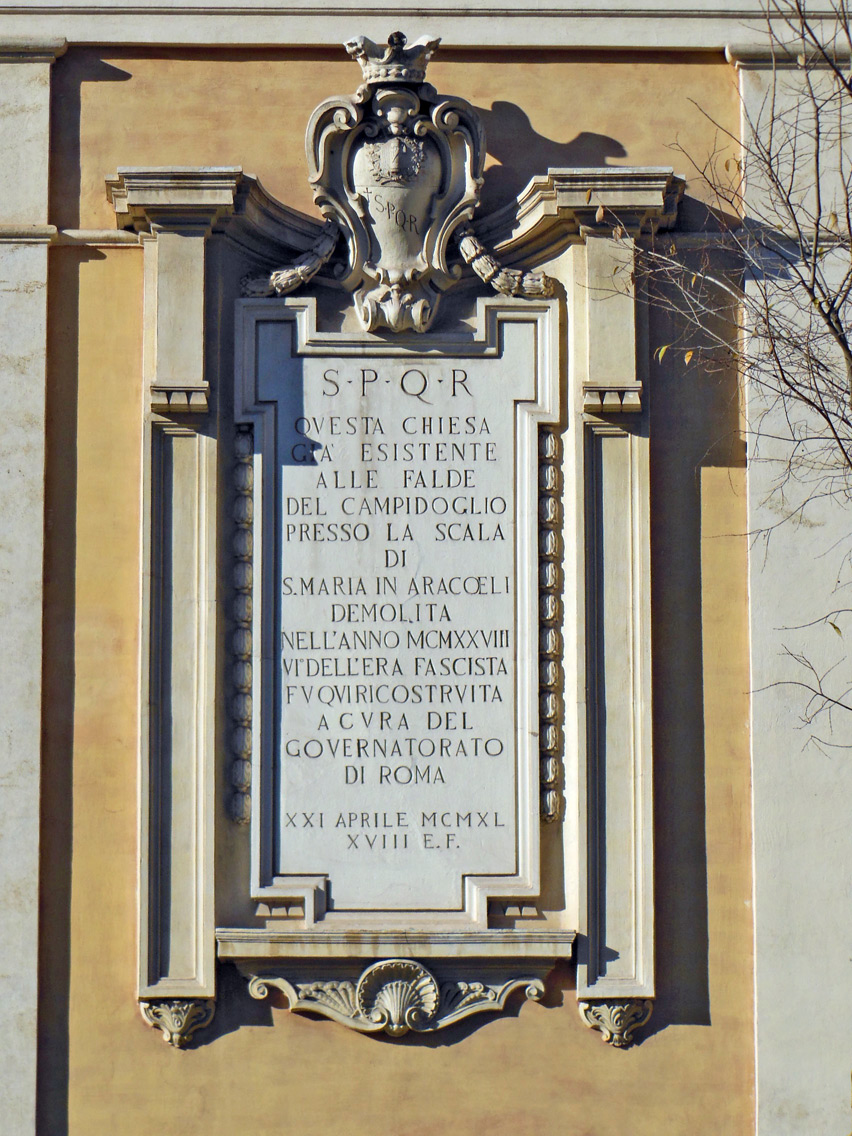
La placa conmemorativa del traslado en el lado izquierdo del edificio.

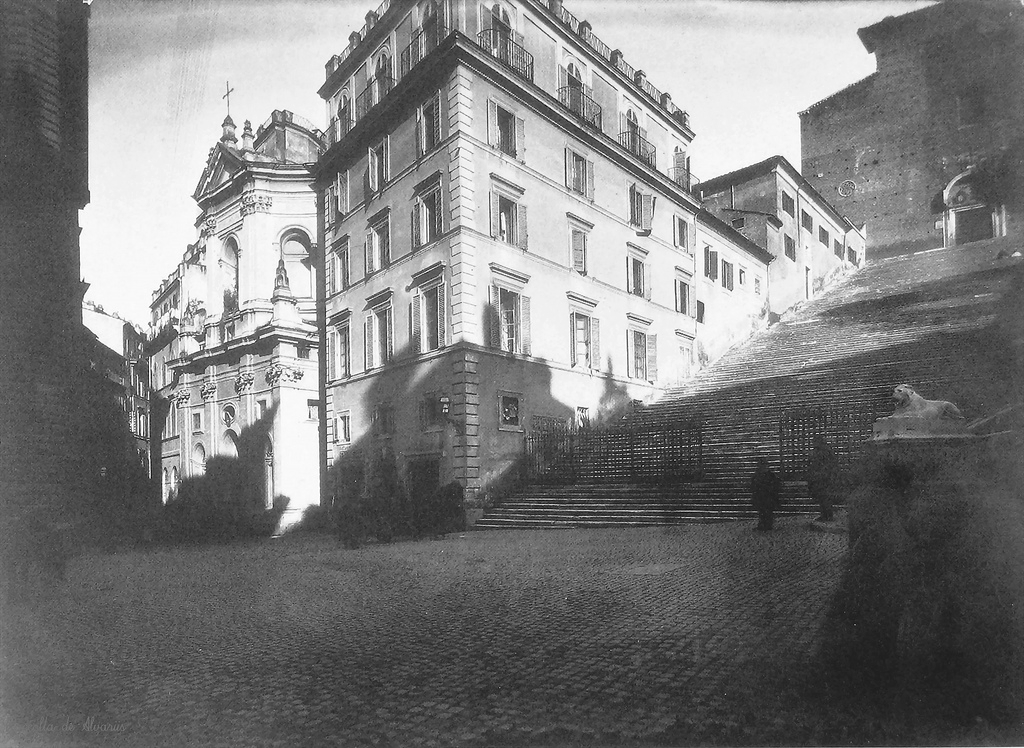
n su posición original, al pie de la escalinata de Aracoeli.

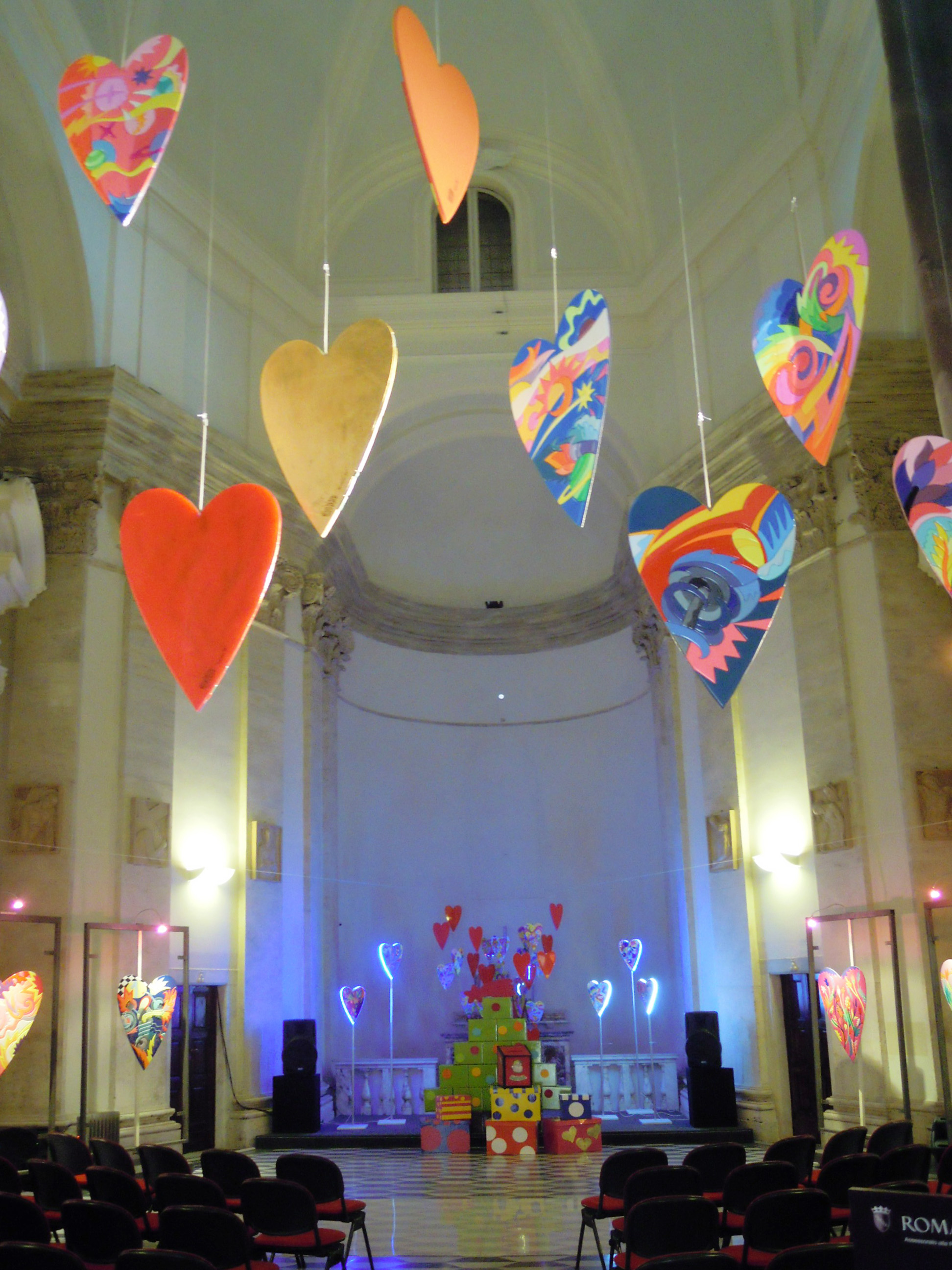
una exposición temporal.

La iglesia de Santa Rita da Cascia en Campitelli es una iglesia desconsagrada en Roma, en el distrito de Sant'Angelo, ubicada en vía Montanara, en la intersección con vía del Teatro di Marcello .  se encontraba originalmente en vía della Pedacchia (camino en las laderas del Capitolio que se abría a la piazza d'Aracoeli, que desapareció con las demoliciones de la década de 1930) en el San Biagio de mercato preexistente, cuyos restos fueron encontrados en la ocasión el derribo de la iglesia de Santa Rita y las casas aledañas.

## Historia
Fue construida en 1665 por el arquitecto Carlo Fontana en sustitución de una iglesia más antigua, construida por la familia Bucabella en el siglo XI, y estaba situada al pie de la escalinata de Santa María in Aracoeli, en su lado izquierdo con respecto al pie de la escalera misma. Estaba dedicado a San Biagio. Fue donado a los Casciani residentes en Roma y el Papa Alejandro VII lo confió a la cofradía de la Santísima Espina de la Cruz de Jesús.
En 1900, el título nuevo y exclusivo de Santa Rita de Cascia, canonizado en ese año, prevaleció sobre la dedicación a San Biagio y la Beata Rita.
En 1928, tras la demolición del área para el acondicionamiento de la Vía del Mare (hoy Vía del Teatro di Marcello), la iglesia fue desmantelada pieza por pieza y almacenada con la intención de reconstruirla en el mismo lugar. En 1940 se reconstruyó  con una intervención de anastilosis . En lugar de estar junto a la escalinata de Santa María en Aracoeli, se reconstruyó en su posición actual, como recuerda una placa en el lado izquierdo del edificio.
Hoy, desconsagrada, está en uso por el Municipio de Roma y es un lugar para reuniones, conferencias y conciertos.

## Descripción
La fachada está decorada con pilastras y estucos. En su interior tiene una cruz griega de planta romboidal convexa, similar a la de la iglesia romana de San Carlo alle Quattro Fontane. El ábside, más profundo que las dos capillas laterales, aún alberga el altar barroco de mármol policromado y una vidriera que representa a Santa Rita da Cascia. En el centro está la cúpula.

## Nota
1. ↑  Per la foto della posizione originaria si veda qui.
2. 1 2 3  Claudio Rendina (2004). Le Chiese di Roma. Roma. p. 324. ISBN 978-88-541-1833-1.